# Poupée de chiffon

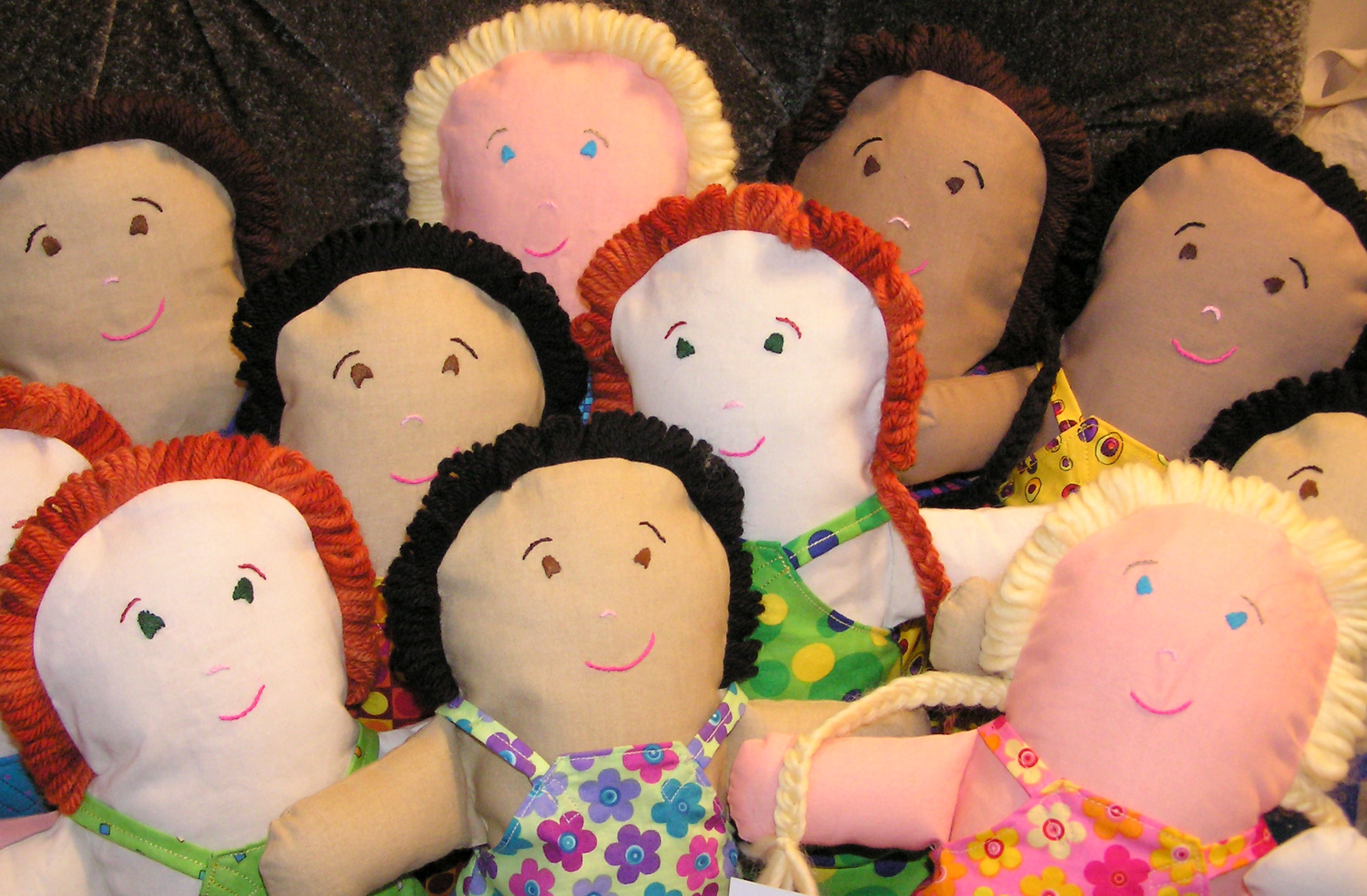
Poupées de chiffon fabriquées main.

Une poupée de chiffon est un jouet d'enfant. Il s'agit d'une figurine en tissu, une poupée traditionnellement fabriquée maison à partir de morceaux de tissu (et rembourrée avec). C'est l'un des jouets pour enfants les plus anciens qui existent. Aujourd'hui, de nombreuses poupées de chiffon sont produites dans le commerce pour simuler les caractéristiques des poupées artisanales originales, telles que des traits simples, des corps en tissu souple et des vêtements en patchwork.

## Histoire
Traditionnellement fabriquées maison à partir de chutes de tissu (et rembourrées avec celles-ci), les poupées de chiffon sont l'un des jouets pour enfants les plus anciens qui existent. Le British Museum possède une poupée de chiffon romaine, trouvée dans une tombe d'enfant datant du 1er au 5e siècle de notre ère. Historiquement, les poupées de chiffon ont été utilisées comme objets de réconfort et pour enseigner aux jeunes enfants les techniques d'éducation. Elles étaient souvent utilisées pour apprendre aux enfants à coudre, car les enfants pouvaient s'entraîner à coudre des vêtements pour la poupée et fabriquer eux-mêmes des poupées simples. En Amérique, de l'époque coloniale jusqu'au début du XXe siècle, les enfants de différents statuts jouaient avec des poupées faites de chiffons ou de buissons de maïs. La production en masse de poupées de chiffon a commencé vers 1830, lorsque l'impression couleur sur tissu a été développée.

## Types

### Amish
Les poupées amish sont un type de poupées de chiffon américaines traditionnelles qui ont vu le jour en tant que jouets pour enfants chez les Amish du vieil ordre. Ces poupées n'ont généralement pas de traits du visage.

### Poupée mexicaine
Les poupées de chiffon Maria sont associées au peuple Otomi de Querétaro, au Mexique.

## Production commerciale
Aujourd'hui, de nombreuses poupées de chiffon sont produites commercialement pour simuler les caractéristiques des poupées artisanales originales, telles que des traits simples, des corps en tissu doux et des vêtements en patchwork. La poupée Raggedy Ann est un exemple important de poupée de chiffon produite commercialement. Raggedy Ann est apparue pour la première fois en 1918 comme le personnage principal d'une série d'histoires pour enfants de Johnny Gruelle. Raggedy Andy, son frère, a été introduit en 1920.